# Nagíb Mahfúz
Nagíb Mahfúz, nem egyiptomi ejtés alapján Nadzsíb Mahfúz (arab betűkkel نجيب محفوظ – Nagīb Maḥfūẓ; 1911. december 11. – 2006. augusztus 30.) irodalmi Nobel-díjas (1988) egyiptomi író. Széfeddin Sefket bej, magyar író és egyiptomi filmrendező közeli barátja és munkatársa.

## Élete és művei
Nagíb Mahfúz a kairói Gamálijja negyedben, alsó középosztálybeli muszlim családban született; nevét Nagíb pasa Mahfúz (1882-1974) professzorról, a szülőorvosáról kapta. Mahfúz volt a hetedik és a legfiatalabb gyermek a családban, amelyben öt fiú és két lány volt. Ifjúkorának külvárosi negyedei (Gamálijja és az Abbászijja negyedek) később gyakran színterei voltak regényeinek. Gyermekkorában édesanyja gyakran vitte múzeumokba, így az egyiptomi történelem később könyveinek egyik fő témája lett.
Apja, akit Mahfúz műveiben régi vágásúnak ír le, köztisztviselő volt és Mahfúz is végül az ő nyomdokaiba lépett. Az egyiptomi forradalom (1919) erős hatást gyakorolt rá, bár akkoriban csak hétéves volt. Miután befejezte középfokú tanulmányait, felvételt nyert a I. Fuád Király Egyetemre (ma Kairói Egyetem), ahol filozófiát tanult. 1934-ben szerzett diplomát. 1936-ban úgy döntött, hogy hivatásos író lesz. Újságíróként dolgozott az er-Riszála lapnál, és cikkeket közölt az el-Hilál és el-Ahrám újságokban is. Hosszú ideig dolgozott hivatalnokként, előbb a vallásügyi minisztériumban, később a művészetek hivatalában mint főcenzor, az egyiptomi mozgóképért alapítvány elnökeként és végül a kultuszminisztérium tanácsadójaként. 70 éves pályafutása alatt 34 regényt, több mint 350 novellát, több tucat filmforgatókönyvet, öt színművet írt. Több művéből készült arab nyelvű film.

## Ellentéte a fundamentalistákkal, halála
Anvar Szadat által 1978-ban az Izraellel kötött Camp David-i egyezményt nyíltan támogatta, ennek következtében, amíg meg nem kapta a Nobel-díjat, könyveit sok arab országban betiltották.
Mint sok egyiptomi író és értelmiségi, Mahfúz neve is szerepelt az iszlám fundamentalisták „halállistáján”. Kiállt Salman Rushdie mellett, amikor Ruholláh Homeini ajatollah halálra ítélte 1989-ben, de bírálta A sátáni versek szerzőjét, mivel azt sértőnek tartotta az iszlámra. Mahfúz hitt a véleménynyilvánítás szabadságában, és bár ő személyesen nem értett egyet Rushdie munkáival, nem értett azzal egyet, hogy szükség van fetvára ami Rushdie-t halálra ítéli. Azért is elítélte Homejnit a fetva kiadása miatt, mert nem hitt abban, hogy az ajatollah képviseli kizárólagosan az iszlámot. 1989-ben, miután Ruholláh Homejni ajatollah fetvában szólított fel Salman Rushdie és a kiadói megölésére, Mahfúz Homejnit terroristának nevezte. Nem sokkal Mahfúz kijelentése után 80 értelmiségi kiadott egy nyilatkozatot, amelyben kijelentik, hogy „... az istenkáromlás nem károsítja az iszlámot és a muszlimokat annyira, mint egy felhívás egy író meggyilkolására ”.
A sátáni versek megjelenése után Mahfúz regénye, a Gebelawi gyermekei az érdeklődés és viták középpontjába került. Ezt egy halálos fenyegetés követte, köztük egy a "vak sejk", az egyiptomi teológus Omar Abdul-Rahman részéről. Mint Rushdie, Mahfúz is rendőri védelmet kapott , de 1994-ben iszlám szélsőségeseknek csaknem sikerült meggyilkolnia a 82 éves írót. Túlélte, bár a jobb kezében az idegek maradandó károsodást szenvedtek. Az esetet követően Mahfúz naponta csak pár percet tudott írni, ezért egyre kevesebb művet alkotott. Ezt követően állandó testőri védelem mellett élt. Végül, 2006 elején, a regény megjelent Egyiptomban amelyhez az előszót Ahmad Kamal Aboul-Magd írta.
A fenyegetés után Mahfúz haláláig Kairóban maradt ügyvédjével Nabil Mounir Habibbal, akinek irodájában alkotott, és könyvtárát felhasználta munkáihoz.
Halála előtt, Mahfúz volt a legidősebb élő irodalmi Nobel-díjas, és minden idők harmadik legidősebb Nobel-díjasa, csak Bertrand Russell és Halldor Laxness előzte meg. Halálának idején, ő volt az egyetlen arab nyelvű író, aki elnyerte a Nobel-díjat.
2006 júliusában, Mahfúz egy esés következtében tartós sérülést szenvedett a fején. Ekkor kórházba került 2006 augusztus 30-án bekövetkezett haláláig.
Idős korában már csaknem vak volt, bár ő továbbra is írt, tollal vagy ceruzával. Nehezen hagyott fel szokásaival, például szívesen találkozott barátaival a kairói kávéházakban. Halálát egy vérző fekély, veseproblémák, és szívelégtelenség okozta.
2006 augusztus 31-én Mahfúz állami temetésben részesült teljes katonai tiszteletadással az al-Rashdan mecsetben Kairó Nasr városrészében. 
Mahfúz arról álmodott, hogy a temetési menetben Egyiptom összes társadalmi osztálya – beleértve a nagyon szegényeket is – részt vesz. A részvevők számát azonban szigorúan korlátozta az egyiptomi kormány a gyászolók tiltakozása ellenére.

## Irodalmi munkássága
Mahfúz korai munkáinak legtöbbje bekerült az el-Gamalejja válogatásba. Abasz al-Akdar (A sors megcsúfolása) (1939), Rhadopis (1943), és Kifah Tibah (Théba harca) (1944), történelmi regények, amelyek egy 30 novellából álló befejezetlen regényciklus részei. Sir Walter Scott (1771-1832) ihlette azt a tervét, hogy Egyiptom egész történetét könyvsorozatban adja ki. A harmadik kötetet követően azonban Mahfúz a jelen problémái, a hétköznapi emberek, a társadalmi változások hétköznapi emberekre gyakorolt hatásai felé fordult.
Mahfúz központi műve az 1950-es években született Kairó trilógia volt, mintegy 1500 oldalas hatalmas monumentális munka, amely az egyiptomi Júliusi Forradalom előtt befejeződik. A regények címei utcanevek voltak, például Séta tér, A vágy palotája és Cukor út. Mahfúz elhelyezte történeteit azokon a helyeken, ahol felnőtt. Ebben el-Ahmed Abdel Szajjed Gavad és családja három generációjának történetét ábrázolja az első világháborútól az 1950-es évekig, amikor I. Farouk király hatalmát megdöntötték. A színes karaktereket pszichológiai beleérzéssel ábrázolja, műve így méltán sorolható Honoré de Balzac, Charles Dickens, Lev Tolsztoj, és John Galsworthy munkáival egy sorba. Mahfúz néhány évvel a trilógia befejezése után már nem írt. Csalódott Gamal Abden-Nasszer rendszerében, amely megdöntötte a monarchiát 1952-ben. 1959-ben, kezdett főként politikai témájú novellákat kiadni, regényeket, novellákat, cikkeket, visszaemlékezéseket, esszéket, és forgatókönyveket.
A Fecsegő a Níluson az egyik legnépszerűbb regénye. Ebből Anvar Szadat idejében az akkori legismertebb színészekkel készített egy filmet is, amely bírálja az egyiptomi társadalom dekadenciáját a Nasszer korszak alatt. Ezt azonban a Szadat betiltatta az egyiptomiak provokálásának elkerülése érdekében, akik még mindig szeretik egykori elnöküket. Példányait nehéz megtalálni az 1990-es évek előtti időkből. 
Mahfúz prózáját gondolatainak nyers kifejezése jellemzi. Munkái különböző témákat ölelnek fel, beleértve a szocializmus eszményét, a homoszexualitást, és Istent. E témák publikálása tilos volt Egyiptomban.
A Gebelavi gyermekei (1959) egyike Mahfúz legismertebb műveinek, ezt azonban betiltották Egyiptomban állítólagos istenkáromlás miatt, mivel allegorikusan ábrázolta Istent és a monoteista ábrahámi vallásokat, a judaizmust, a kereszténységet és az iszlámot. A tilalom 2006-ig tartott. A mű Gebelavi ősatyát és utódait ábrázolja, az átlagos egyiptomiak életét élő Káint és Ábelt, Mózest, Jézust és Mohamedet. Gebelawi egy kastélyt épített egy oázis közepén a kopár sivatagban, ez a birtok lesz a színhelye a családi viszályoknak, amelyek tovább gyűrűznek generációkon át. „Ha valaki depressziós, szenved vagy megalázott, s rámutat a kastélyra a sétány végén a nyílt sivatagból, azt mondja szomorúan: Ez a mi őseink háza, mi mind leszármazottak vagyunk, és jogunk van a tulajdonhoz. Miért éhezünk? Mit tettünk? ” A könyvet az egész arab világban betiltották, kivéve Libanonban és Egyiptomban, ahol a regény 2006-ban megjelent. Az 1960-as években, Mahfúz egzisztencialista regényeiben továbbfejlesztette a témát, úgy, hogy az emberiség halad a jövőbe, egyre távolabb Istentől. A tolvaj és a kutya (1961) c. regényében egy marxista tolvaj sorsát ábrázolja, aki ahogy kiszabadult a börtönből bosszút tervel ki.
Az 1960-as és 1970-es években Mahfúz regényeit szabadabban kezdte építeni és belső monológokat is használt. A Miramar (1967) c. művében kidolgozta a több első személyű narráció egy formáját. Négy narrátor, köztük egy szocialista és egy Nasszerista különböző politikai nézeteket képvisel. A történet központjában egy vonzó cselédlány áll. Az Arab éjszakák és nappalok (1981) és a Ibn Fatouma utazása (1983) c. műveiben felelevenítette a hagyományos arab elbeszéléseket. Ehnaton, bérlő az igazságban (1985) a régi és az új vallási igazságok közötti konfliktusokat tárja fel.
Sok regénye először sorozatban jelent meg, beleértve a Gebelavi gyermekeit és Midak sétányt amelyből egy mexikói filmet is forgattak, Salma Hayek főszereplésével. (El callejón de los Milagros).
Mahfúz szülőföldje 20. századi fejlődéséről is írt. Kombinálta a kelet és nyugat szellemi és kulturális hatásait - saját találkozása az irodalommal nem egyiptomi gyökerű, fiatalon lelkes fogyasztója volt a nyugati detektívtörténeteknek, orosz klasszikusoknak, és olyan modern íróknak, mint Marcel Proust, Franz Kafka és James Joyce. Mahfúz történetei szinte mindig Kairó sűrűn lakott városrészeiben játszódnak, ahol a karakterek főleg hétköznapi emberek, a modernizáció, társadalom és a nyugati értékek kísértéseit próbálják meg kezelni.

## Politikai szerepvállalása
Mahfúz írásaiban elsősorban a politikával foglalkozik, ahogy hangsúlyozta: „minden írásomban meg fogod találni a politikát. Előfordulhat egy történet, amely figyelmen kívül hagyja a szerelmet, vagy bármely más témát, de nem a politikát, amely tengelye gondolkodásunknak”. Sok művében fellelhető az egyiptomi nacionalizmus, illetve kifejezte szimpátiáját a világháború utáni korszakban az egyiptomi Wafd párttal. Fiatalon vonzották a szocialista és demokratikus eszmék. A szocialista eszmék hatása erőteljesen tükröződik az első két regényében, az al-Khalili-ban, az Új Kairóban, és későbbi műveiben. Szocialista állásfoglalása ellenére, Mahfúz sohasem volt marxista semmilyen értelemben.
A szocializmus és demokrácia melletti elkötelezettségével párhuzamosan, ellenszenvesen viszonyult az egyiptomi iszlám szélsőséges Muszlim Testvériséghez . Műveiben erősen bírálta a radikális iszlámot, és kidomborította a szocializmus és az iszlám szélsőségesség közötti ellentétet. Emlékirataiban kijelentette, hogy az összes erő, amely fiatal korában aktív volt az egyiptomi politikában, mindig megvetette a Muszlim Testvériség szervezetét.
Mahfúz személyesen ismerte Szajjid Kutbot még fiatal korából, amikor még Kutb nagyobb érdeklődést mutatott az irodalomkritika, mint az iszlám fundamentalizmus iránt, sőt az 1940-es évek közepén, Kutb egyike volt az első kritikusoknak, akik szót emeltek azért, hogy ismerjék el Mahfúz tehetségét. Kutb később jelentősen befolyásolta a Muszlim Testvériség szellemiségét. Mahfúz is meglátogatta Kutbot, ha ez utóbbi kórházban volt. Az egyik félig önéletrajzi regényében (Tükrök), Szajjid Kutb egy nagyon negatív portréját rajzolta meg.
Az 1952-es forradalom következményei és Egyiptom veresége az 1967-es hatnapos háborúban meglehetősen kiábrándította a létező szocializmus eszményeiből. Úgy vélte, hogy a gyakorlat nem tud felnőni az elméletekhez. Nagíb Mahfúzra befolyással volt az egyiptomi ügyvédek új generációja, köztük Nabil Mounir és Reda Aslan is.

## Művei
- A régi Egyiptom (مصر القديمة, magyarosan Miszr al-kadíma) (1932)
- Az őrület suttogása (همس الجنون, magyarosan Hamsz al-gunún) (1938)
- A sorsok tréfálkozása (عبث الأقدار, magyarosan Abasz al-akdár) (1939)
- Radophisz (رادوبيس, magyarosan Rádúbísz) (1943)
- Thébai küzdelem (كفاح طيبة, Kifáh Tíba) (1944)
- Az új Kairó (القاهرة الجديدة, Al-Káhira al-gadída) (1945)
- Hán el-Halíli (خان الخليلى) (1945)
- A Midak sétány (زقاق المدق, magyarosan Zukák el-Midak) (1947)
- A délibáb (السراب, magyarosan Esz-Szaráb) (1948)
- Kezdet és vég (بداية ونهاية, magyarosan Bidája va nihája) (1950)
- A Kairó-trilógia
- A két palota közt (بين القصرين, magyarosan Bajn el-kaszrajn) (1956)
- A vágy palotája (قصر الشوق, magyarosan Kaszr es-sauk) (1957)
- Esz-Szukkarijja utca (السكرية, magyarosan Esz-Szukkarijja) (1957)
- Negyedünk gyermekei (أولاد حارتنا, magyarosan Aulád Háratiná) (1959)
- A tolvaj és a kutyák (اللص والكلاب, magyarosan El-Lissz va l-kiláb) (1961)
- A fürj és az ősz (السمان والخريف, magyarosan Esz-szummán va l-haríf) (1962)
- Isten világa (دنيا الله, magyarosan Dunja lláh) (1962)
- Zaabalávi (زعبلاوي) (1963)
- Az út (الطريق, magyarosan Et-Tarík) (1964)
- A koldus (الشحاذ, magyarosan Es-Sahhádz) (1965)
- Fecsegés a Níluson (ثرثرة فوق النيل, magyarosan Szarszara fauk an-Níl) (1966)
- Miramar (ميرامار, magyarosan Mírámár) (1967)
- A Fekete Macska borozó (خمارة القط الأسود, magyarosan Hammárat el-Kitt el-Aszvad) (1969)
- Egy kezdet és vég nélküli mese (حكاية بلا بداية ولا نهاية, magyarosan Hikája bilá bidája va nihája) (1971)
- A mézeshetek (شهر العسل, magyarosan Sahr el-aszal) (1971)
- Tükrök (المرايا, magyarosan El-Marája) (1972)
- Szerelem az eső alatt (الحب تحت المطر, magyarusan El-Hubb tahr el-matar) (1973)
- A bűn (الجريمة, magyarosan El-Dzsaríma) (1973)
- Karnak (الكرنك, el-Karnak) (1974)
- Nagyságos úr (حضرة المحترم, Hadrat el-muhtaram) (1975)
- Az el-Haráfísi mészárlás (ملحمة الحرافيش, magyarosan Malhamat el-Haráfís) (1977)
- Szerelem a piramisdomb felett (الحب فوق هضبة الهرم, magyarosan El-Hubb fauk hadbat el-Haram) (1979)
- Az ördög prédikál (الشيطان يعظ, magyarosan Es-Sajtán jaaiz) (1979)
- A szerelem korszaka] (عصر الحب, magyarosan Aszr el-hubb) (1980)
- Ezer éjszaka (ليالى ألف ليلة, magyarosan Lajáli alf Lajla) (1981)
- A kupola esküvői (أفراح القبة, magyarosan Afráh el-kubba) (1981)
- Egy óra van hátra (الباقي من الزمن ساعة, magyarosan El-Báki min ez-zaman száa) (1982)
- Ibn Fattúma utazása (رحلة إبن فطومة, magyarosan Rihlat Ibn Fattúma) (1983)
- Aki az igazságban él (العائش فى الحقيقة, magyarosan El-Áis fi l-hakíka) (1985)
- A vezér meggyilkolásának napja (يوم مقتل الزعيم, magyarosan Jaum maktal ez-zaím) (1985)
- Fountain and Tomb (1988)
- Az önéletrajz visszhangjai (أصداء السيرة الذاتية, magyarosan Aszdá esz-szíra el-dzátijja) (1994)
- Álmok a lábadozás időszakából (أحلام فترة النقاهة, magyarosan Ahlám fatrat en-nakáha) (2004)
- The Seventh Heaven (2005)

### Magyarul
- Útvesztő; ford. Prileszky Csilla, utószó Simon Róbert; Európa, Bp., 1965
- Az ernyő alatt; inː Wad Hámid Pálmája. Mai arab elbeszélések; ford. Prileszky Csilla, vál., utószó, jegyz. Simon Róbert; Európa, Bp., 1974 (Modern könyvtár)
- 1 elbeszélés; inː 9 arab elbeszélés; ford. Boga István, Várady László, Prileszky Csilla; Serdian, Bp., 2005 (Nonprofit books)

## Fordítás
- Ez a szócikk részben vagy egészben  a   Naguib Mahfouz című angol Wikipédia-szócikk ezen változatának fordításán alapul.  Az eredeti cikk szerkesztőit annak laptörténete sorolja fel. Ez a jelzés csupán a megfogalmazás eredetét és a szerzői jogokat jelzi, nem szolgál a cikkben szereplő információk forrásmegjelöléseként.